# Xfinity Center (Mansfield)

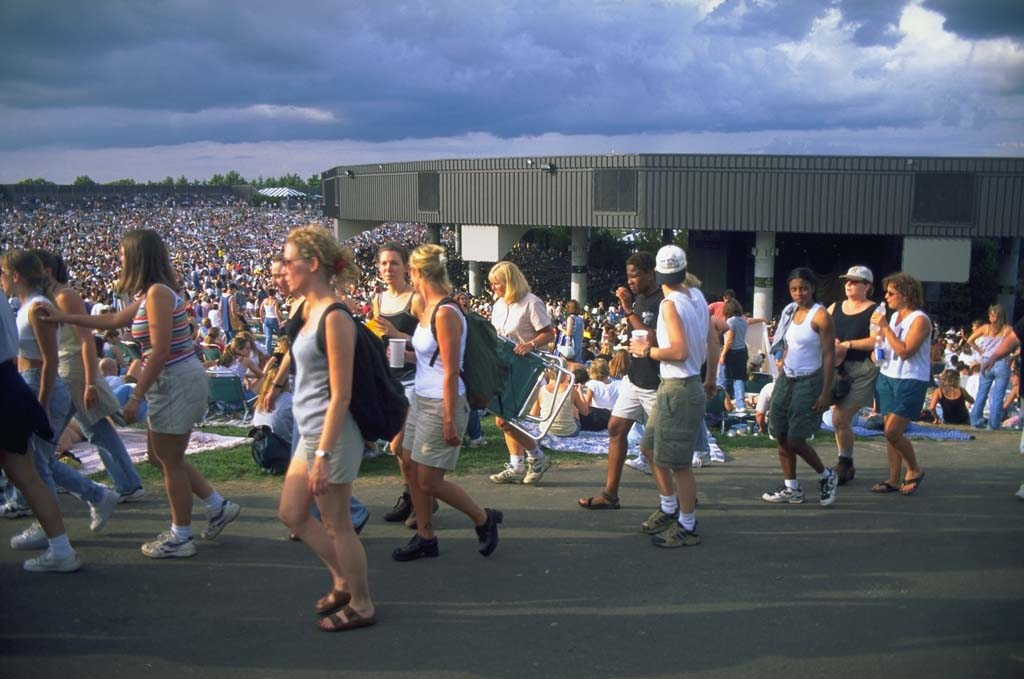
Great Woods Center for the Performing Arts (ok. 1998)

Xfinity Center (wcześniej: Tweeter Center for the Performing Arts, pierwotnie: Great Woods Center for the Performing Arts) – amfiteatr zlokalizowany w Mansfield (ok. 50 km od Bostonu), w Massachusetts, w Stanach Zjednoczonych. Należący do Live Nation obiekt mieści ok. 19 900 miejsc: 7000 w pawilonie, 7000 pod gołym niebem oraz nieokreśloną dokładnie liczbę miejsc na trawniku.
Początkowo amfiteatr znany był jako Great Woods Center for the Performing Arts, aż do 1999 roku, gdy Tweeter Home Entertainment Group kupiła prawa do jego nazwy, po czym zmieniła ją na Tweeter Center for the Performing Arts. Jednakże z powodu problemów finansowych i możliwego bankructwa, istnieje duże prawdopodobieństwo, iż Tweeter zrezygnuje z tychże praw. Ze względu na to, że amfiteatr znajduje się niemal w całości pod gołym niebem Tweeter Center otwarty jest przeważnie od maja do września każdego roku.

## Wykonawcy, którzy wystąpili w amfiteatrze
- 50 Cent
- 3 Doors Down
- Aerosmith
- The Allman Brothers Band
- Alice in Chains
- Beck
- The Black Eyed Peas
- Black Sabbath
- Blink-182
- Bon Jovi
- Britney Spears
- Bruce Springsteen
- Busta Rhymes
- Céline Dion
- Cher
- Coldplay
- Counting Crows
- Cypress Hill
- Dave Matthews Band
- David Bowie
- Def Leppard
- Depeche Mode
- Destiny’s Child
- Elton John
- Eminem
- Erasure
- Eric Clapton
- Fall Out Boy
- Fleetwood Mac
- Foo Fighters
- George Michael
- Goo Goo Dolls
- Green Day
- Guns N’ Roses
- Gwen Stefani
- Iron Maiden
- James Taylor
- Jay-Z
- Jefferson Airplane
- Jet
- Journey
- Judas Priest
- Kansas
- Kelly Clarkson
- Kiss
- Korn
- Linkin Park
- Lynyrd Skynyrd
- Marilyn Manson
- Metallica
- Morrissey
- Mötley Crüe
- My Chemical Romance
- Nas
- Neil Young
- Nelly
- New Kids on the Block
- Nickelback
- Nine Inch Nails
- No Doubt
- *NSYNC
- Oasis
- Pearl Jam
- Peter Gabriel
- Public Enemy
- R.E.M.
- Radiohead
- Red Hot Chili Peppers
- Richard Marx
- Roger Daltrey
- Roger Waters
- Roy Orbison
- Rush
- Santana
- Sex Pistols
- Snoop Dogg & Tha D.P.G.
- Spice Girls
- Stevie Nicks
- Styx
- Tears for Fears
- Ten Years After
- The Beach Boys
- The Cure
- The Wailers
- The Who[a]
- Tom Petty
- Velvet Revolver
- Weezer
- Wu-Tang Clan
- Yes